# آرشولونژ
آرشولونژ (به فرانسوی: Archelange) یک کمون در فرانسه است که در canton of Rochefort-sur-Nenon واقع شده‌است. آرشولونژ ۵٫۰۹ کیلومتر مربع مساحت دارد.